# Molazzana
Molazzana és un comune (municipi) de la província de Lucca, a la regió italiana de la Toscana, situat uns 70 km al nord-oest de Florència i uns 25 km al nord-oest de Lucca.
Molazzana limita amb els municipis de Barga, Careggine, Castelnuovo di Garfagnana, Gallicano, Stazzema i Fabbriche di Vergemoli.

## Evolució demogràfica
| Gràfica d'evolució demogràfica de Molazzana entre 1861 i 2001 |
|                                                               |
| Font ISTAT - Elaboració gràfica de Viquipèdia                 |